# Superyou
Superyou（スーパーユー）は、東京のインディーロック/ギターポップバンド。
メンバーは松尾翔平(vo,g)、司(g)、カラキ(dr)、井上はこね(ba)の4名。
2021年より「Superyou」として始動。2021年12月、ROSE RECORDSよりデビュー。

## 概要
東京で活動している4人組のロックバンド。
2021年に活動を終了したバンド、Super Ganbari Goal Keepersのメンバーらが中心となって結成。US、UKのギターポップ、パワーポップ、グランジなどオルタナティブロックから影響を受けたバンドサウンドと、ボーカルの松尾が描く独特かつ繊細な歌詞世界が特徴である。

## メンバー
| 名前       | 生年月日・担当            | 備考                                                         |
| ---------- | ------------------------- | ------------------------------------------------------------ |
| 松尾翔平   | ボーカル・ギター 作詞作曲 | - 東京都出身 - ほたるたちのギター - ブラックナードフェス主催 |
| 司         | コーラス・ギター          | - 東京都出身                                                 |
| 井上はこね | ベース                    | - 神奈川県出身                                               |
| カラキ     | ドラム                    | - 東京都出身 - ex.youthmemory                                |

## 来歴

### 2021年
- 2021年に活動終了したバンド・Super Ganbari Goal Keepersのメンバー、松尾翔平(vo,g)、司(g)、カラキ(dr)に、交流のあった井上はこねをベースに迎え現在の編成に。
- 12月27日にROSE RECORDSからデビューシングル、「1995」「Teenage Dræm」の2曲入りで、7inchアナログを発売。

### 2022年
- 1月、下北沢LIVE HAUSで曽我部恵一をゲストに迎えたリリースライブを開催。チケットはソールドアウトし、大盛況に終わる。イベントの最後に演奏された、Superyou with 曽我部恵一「若者たち」のライブ映像をyoutubeで公開。
- 6月、配信シングル、ミュージックビデオ「波止場」を公開。
- 8月、配信シングル、ミュージックビデオ「サマーバケーション」を公開。

### 2023年
- 2月、松尾翔平と山口やまぐによる共同企画『ブラックナードフェス！vol.5』を開催。
- 9月、マーライオンとの共同イベント『Rose Gives A Lilly』を開催。ゲストにTHEラブ人間の金田康平を迎える。

### 2024年
- 1月、ファーストフルアルバム『Today』をリリース。
- 2月、アルバムリリースイベントを開催。ゲストにラッキーオールドサン（バンドセット）を迎える。
- 5月、アルバムリリースイベント第二弾を開催。レーベルメイトである中村ジョー、Vo.松尾と交流のあるポニーのヒサミツと共演。
- 6月までに、大阪、京都、名古屋、福岡にてリリースツアー実施。
- 11月、ベースの井上が脱退。3人体制となる。ライブではサポートメンバーを迎え、活動を継続。

## ディスコグラフィ

### 配信限定シングル
| 発売日        | タイトル           | レーベル     |
| ------------- | ------------------ | ------------ |
| 2022年6月1日  | 波止場             | ROSE RECORDS |
| 2022年8月20日 | サマーバケーション | ROSE RECORDS |

### ミュージックビデオ
| リリース日    | タイトル           | 監督               | 出演（メンバー以外） | 備考 |
| 2021年12月3日 | 1995               | -                  | 主演:門田 宗大       |      |
| 2022年6月1日  | 波止場             | Joe the devils cut |                      |      |
| 2022年8月20日 | サマーバケーション | 志萱大輔           | 主演:佐藤蛍          |      |
| 2023年12月8日 | ハローグッバイ     | 関山雄太           |                      |      |

## タイアップ一覧
| 使用年 | 曲名 | タイアップ                                |
| ------ | ---- | ----------------------------------------- |
| 2021年 | 1995 | ABEMA『ABEMAヒルズ』1月エンディングテーマ |

## 出演

### TV番組
- Yogibo presents FREE STUDIO(MBS)

※最新音楽情報をピックアップするコーナーで楽曲「1995」が紹介